# Aratuípe
Aratuípe is een gemeente in de Braziliaanse deelstaat Bahia. De gemeente telt 8.822 inwoners (schatting 2009).

## Aangrenzende gemeenten
De gemeente grenst aan Jaguaripe, Laje, Muniz Ferreira, Nazaré en Santo Antônio de Jesus.